# Казарми Селіміє

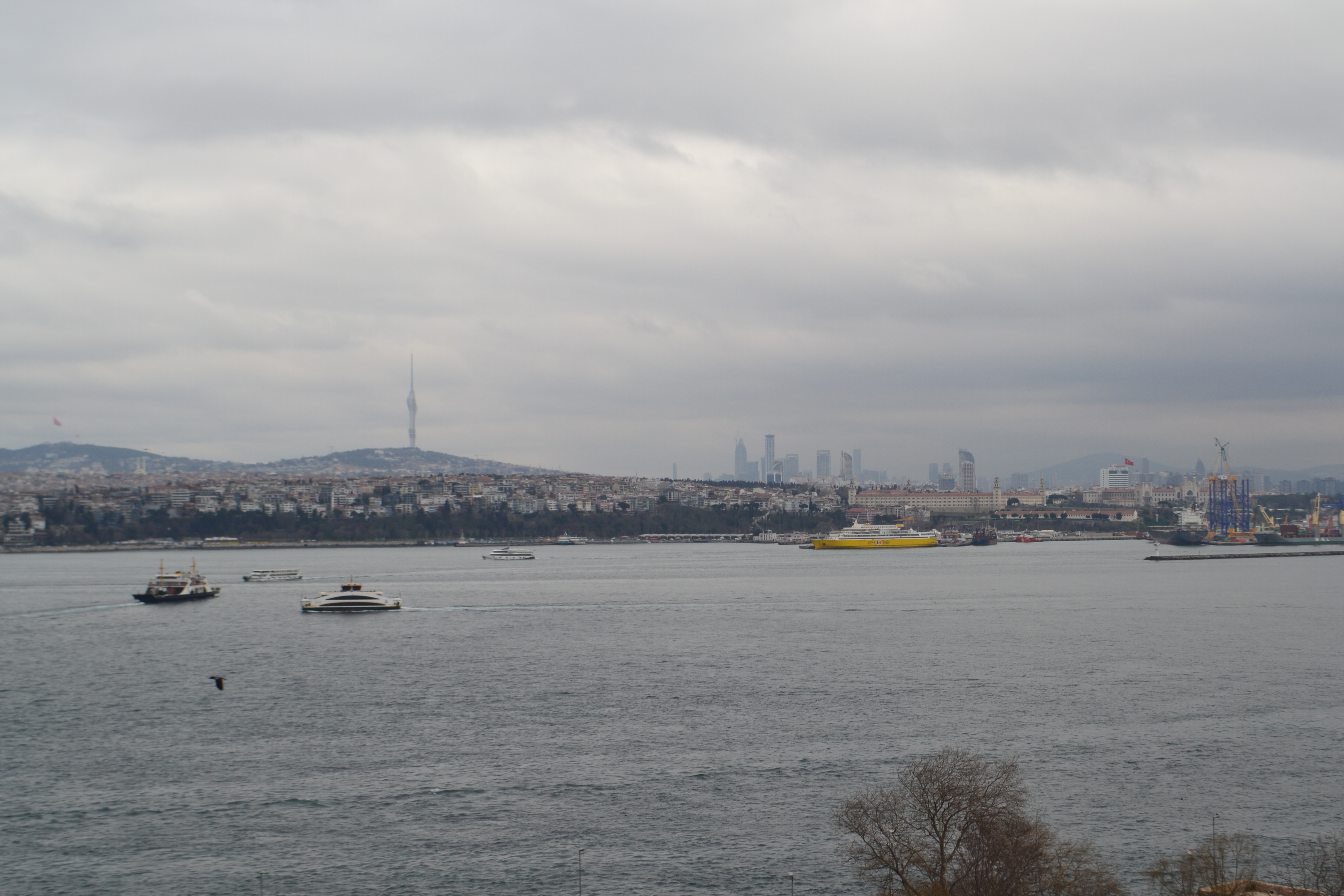
Фото казарми Селіміє, фото з палацу Топкапи. Казарму можна побачити з правого боку, прямо за кораблем із жовтим корпусом.

Казарми Селіміє (тур. Selimiye Kışlası), також відомі як казарми Скутарі, — казарми турецької армії, розташовані в Селіміє в районі Ускюдар на азійській стороні Стамбула, Туреччина. Спочатку він був побудований у 1800 році султаном Селімом III для солдатів новоствореного Нізам-и Джедід (буквально «Новий порядок») в рамках османської військової реформи. Сьогодні тут знаходиться штаб Першої армії сухопутних військ Туреччини. Крайня північна вежа казарми використовується як музей[джерело?]. 
Казарми розташовані в районі Гарем між Ускюдаром і Кадикьоєм, біля Мармурового моря. Поруч з казармами проходить шосе, що з'єднує пасажирський поромний термінал і міжміський автовокзал з трасою Стамбул - Анкара[джерело?].

## Будівництво
Перші будівлі на цьому місці почали будувати у 1800 році султаном Селімом III для війська Нізам-і Джедіда («новий порядок») у рамках Османської військової реформи.
Оригінальні дерев'яні бараки були побудовані за проектом Крікора Баляна, представника відомого архітектурного клану Бальянів, але в 1806 році були спалені повсталими яничарами, які чинили опір реформам султана. В 1825 році Султан Махмуд II доручив перебудувати казарми з каменю, роботи були завершені 6 лютого 1828 року. Під час правління султана Абдул-Меджида I казарми були двічі відремонтовані, спочатку в 1842–43 роках, а потім у 1849–50 роках. Під час цього процесу до кожного з чотирьох кутів було добудовано семиповерхову вежу, що надало казармі її теперішній вигляд. Казарми — величезна прямокутна будівля розміром 200 м × 267 м (656 фут × 876 фут) з великим плацом у центрі. Три крила мають три поверхи, але східне крило має лише два поверхи через похилий рельєф. Казарми розташовані поруч із великою мечеттю Селіміє.

## Кримська війна
Під час Кримської війни (1854–56) казарми були наданні британській армії, яка прямувала з Британії до Криму. Після прибуття на фронт її військ 33-го та 41-го піших полків, казарму було переобладнано під тимчасовий військовий госпіталь.
4 листопада 1854 року в Скутарі прибула Флоренс Найтінгейл з 37 медсестрами-добровольцями. Вона піклувалися про тисячі поранених та інфікованих солдатів, поки вона не повернулася додому в 1857 році як героїня. Після повернення в 1856 році у Великобританії Флоренс Найтінгейл зустріли як героїню і її вважають піонером сучасного медсестринства
Під час війни в казармах Селіміє загинуло близько 6000 солдатів, переважно внаслідок епідемії холери. Загиблих ховали на ділянці біля казарм, яка пізніше стала кладовищем Хайдарпаша.

Сьогодні в крайній північній вежі казарми розташований невеликий музей. Перший поверх повністю присвячений історії Кримської війни: унікальні та рідкісні фотографії військових років, листи солдатів та офіцерів, щоденники та спогади учасників битв, а в кількох кімнатах містяться реліквії та репродукції, що стосуються Флоренс Найтінгейл та її медсестер.

Кримська війна
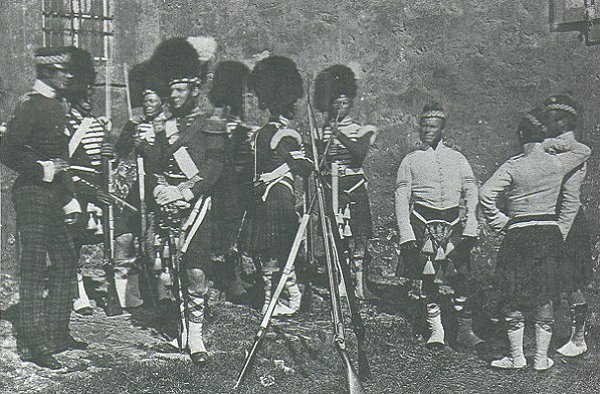
Рання фотографія, зроблена в Скутарі, на якій зображені офіцери та солдати 93-го гірського полку незадовго до їх участі в Кримській війні, 1854 рік.
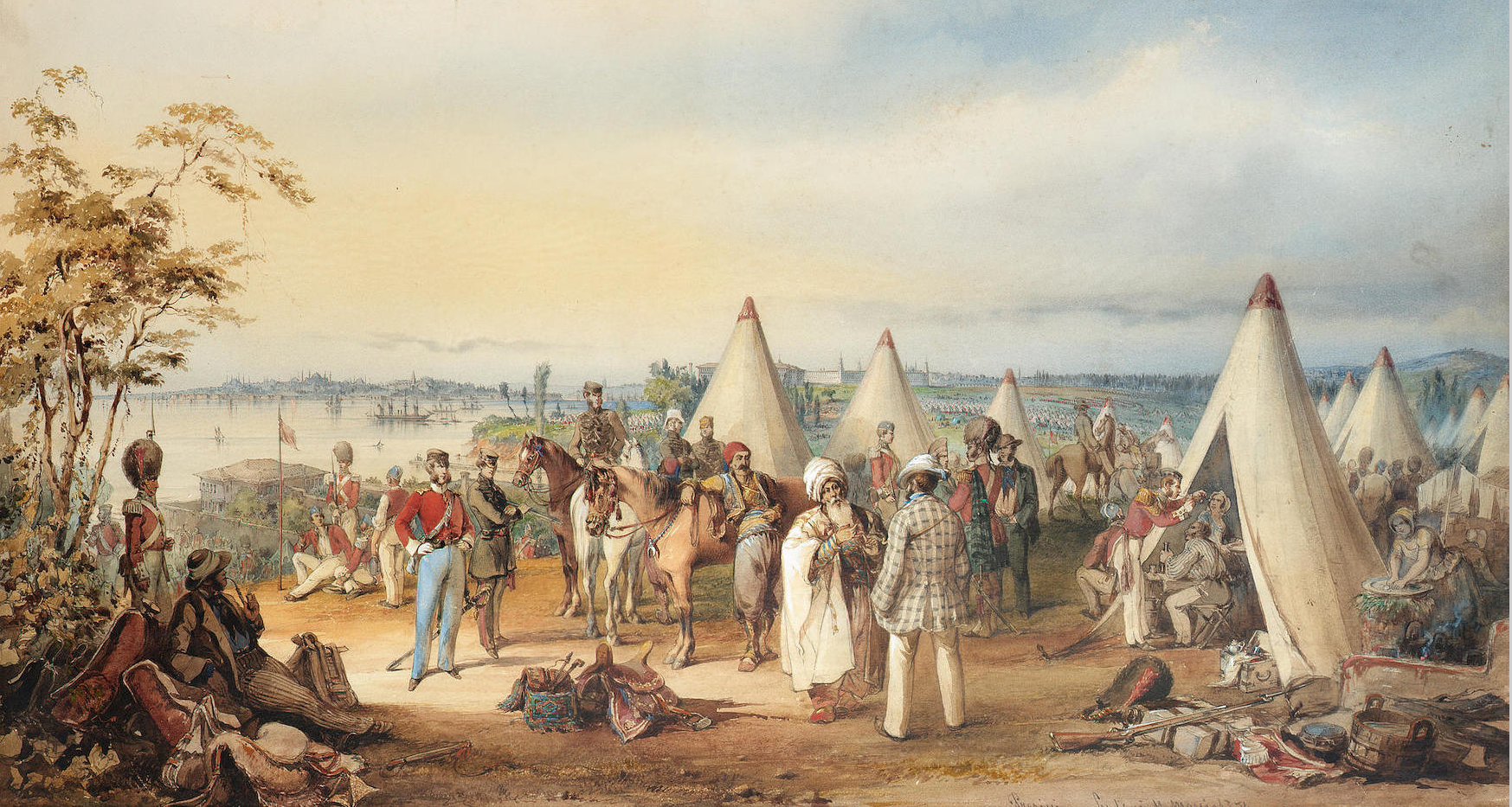
Британська армія під Скутарі, 1854 рік, художник Амедео Преціозі
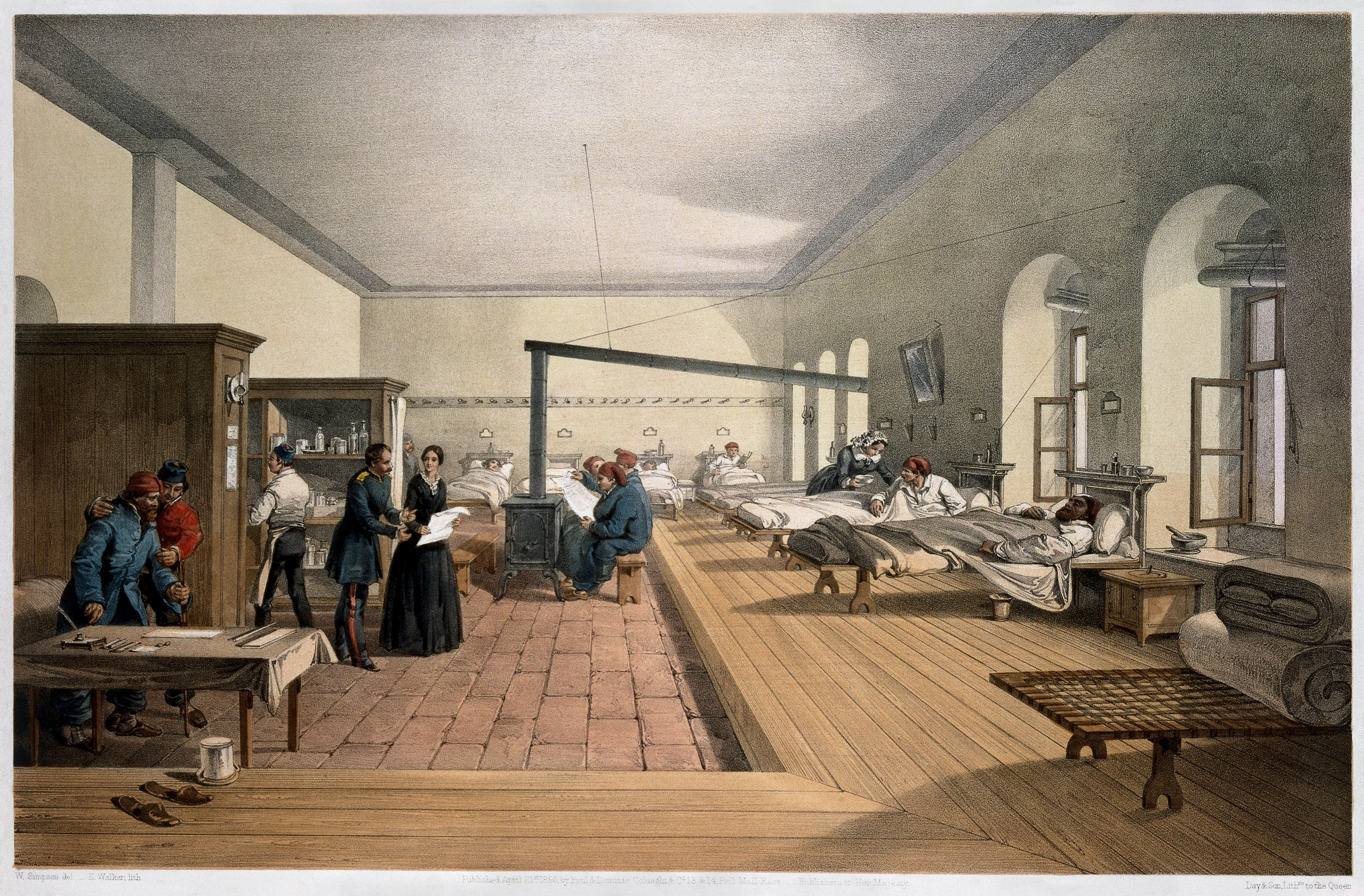
Літографія 1856 року казарми Селіміє як госпіталь під час Кримської війни.
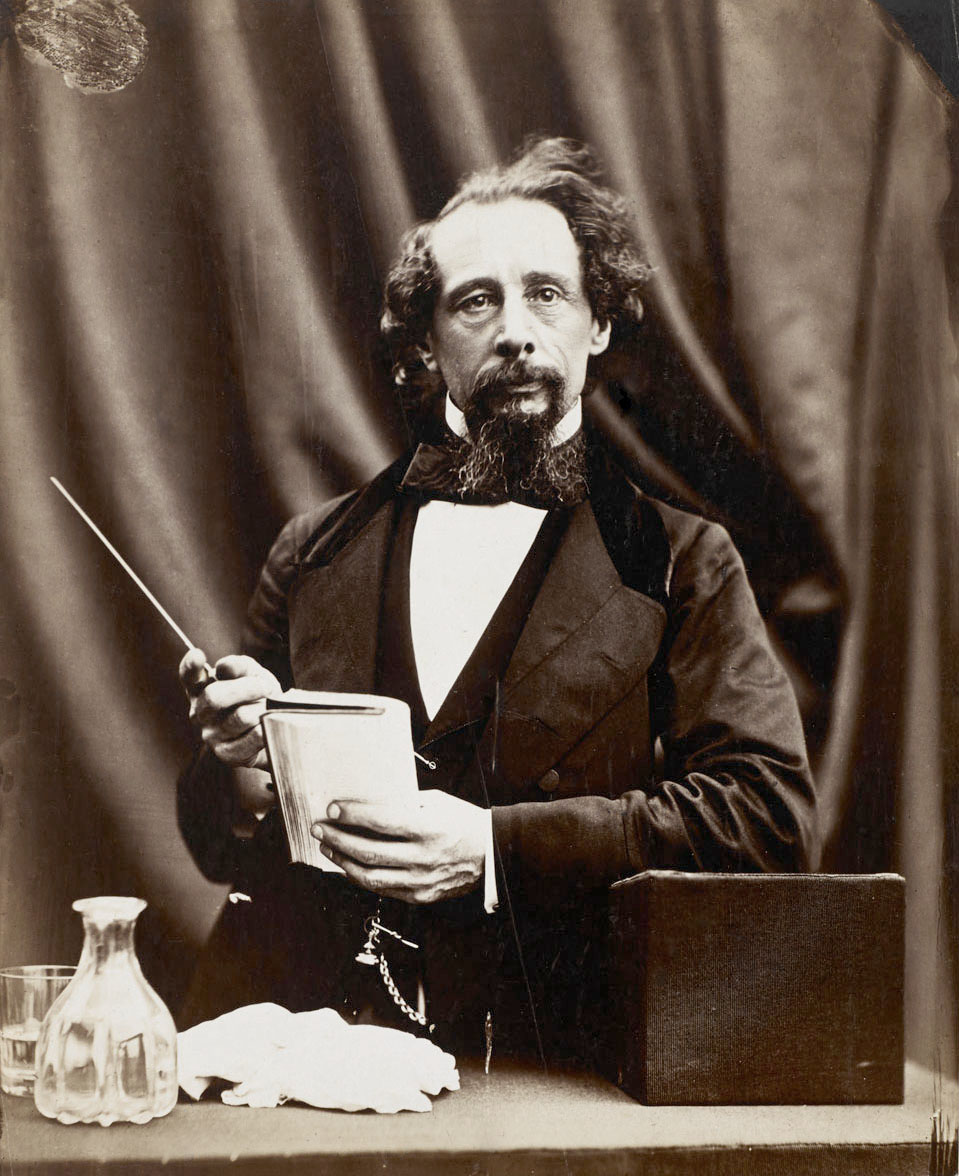
Чарльз Діккенс був одним із найвідоміших жертводавців лікарні.